# Sabarimala

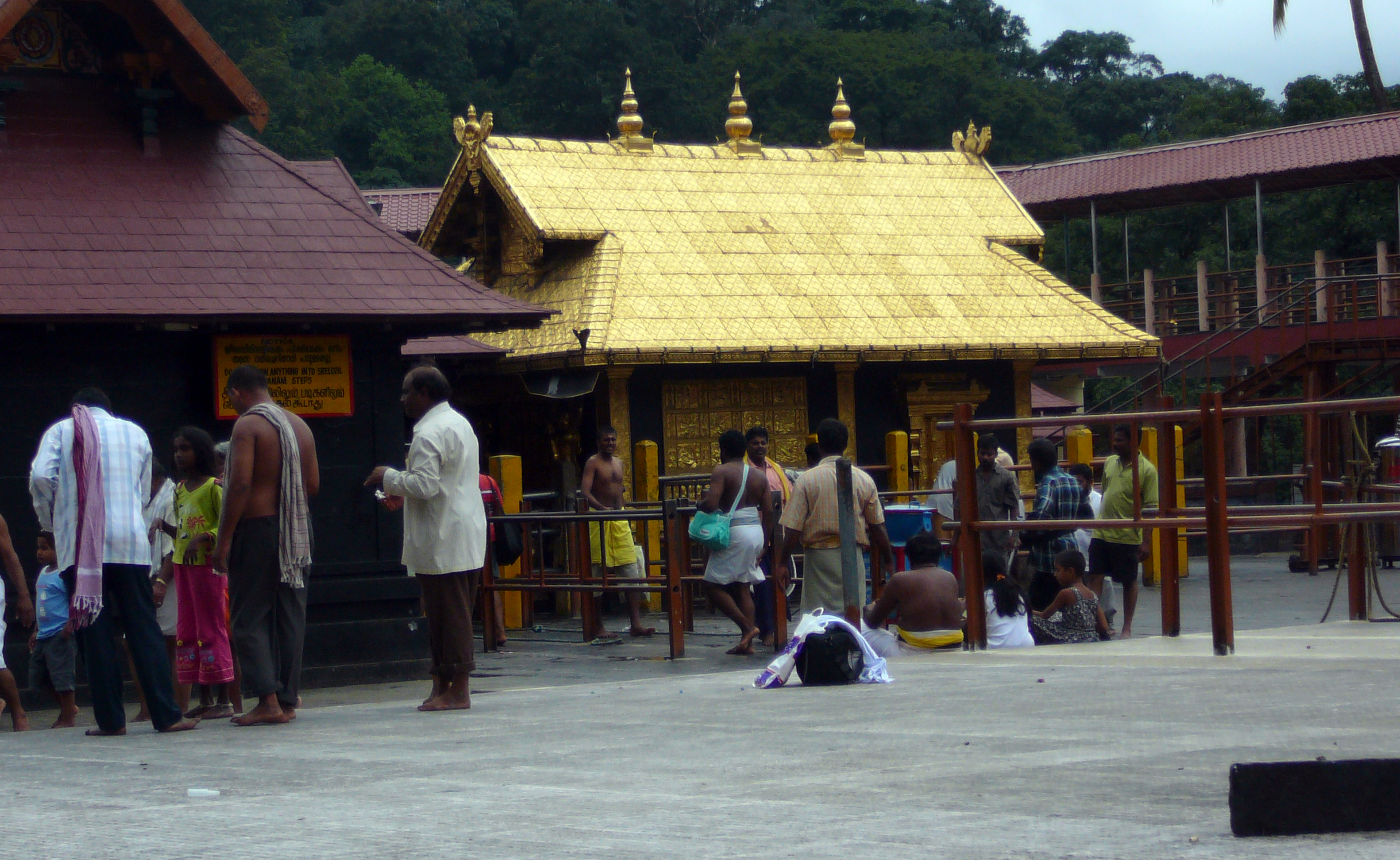
Temple de Sabarimala.

Sabarimala (ശബരിമല en malayalam, शबरीमलै en sanskrit) est un lieu-dit localisé au sommet d'une colline à 1260 m dans l'enceinte du Parc national de Periyar, dans les Ghats Occidentaux surplombant le district de Pathanamthitta au Kerala (Inde). 
Le pèlerinage est en l'honneur de la divinité Ayyappan, fils de l'union entre Shiva et Mohini (Forme féminine de Vishnou) descendu dans la région pour combattre la démoniaque asura Mahishi, sœur du célèbre démon Mahishasura disposant d'une immunité lui permettant de n'être tuée que par l'enfant de Shiva et Vishnou.
Le sanctuaire est dédié à la forme ascétique du Seigneur, il n'est accessible qu'en hiver et seulement pour les dévots ayant effectué une période d'ascèse d'une quarantaine de jours avant le pèlerinage. C'est un des pèlerinages les plus importants au monde, attirant plus de 100 millions de pèlerins chaque année, principalement les populations des États méridionaux de l'Inde tel que le Kerala et le Tamil Nadu, l'Andhra Pradesh et le Karnataka.
Le temple a été incendié en 1950 dans des circonstances non élucidées .

## Interdiction du temple aux femmes en âge de procréer
L'accès au temple est interdit, par les prêtres, aux femmes en âge d'avoir des règles soit entre 10 et 50 ans. En septembre 2018 la Cour suprême d'Inde a révoqué cette interdiction, mais malgré cela, des hindous extrémistes ont empêché les femmes qui le souhaitaient, de s'en approcher pendant les quelques jours d'octobre où il était ouvert et ce, malgré la protection policière.

### Critique de cette interdiction

#### Critique hindoue
Des femmes et hommes hindous, favorables à l'entrée des femmes dans ce temple, ont souligné que les femmes sont autorisées à entrer dans les autres temples du dieu Ayyappan, de sorte que l'exception pour Sabarimala (temple dédié à Ayyappan) est inhabituelle et incohérente .
Cinq millions de femmes, majoritairement hindoues, ont formé une chaîne humaine de 620km au Kerala le 1er janvier 2019, pour manifester pour le droit des femmes (dont celui d'entrer dans ce temple), après l'appel du gouvernement du Kerala et d'organisations hindoues souhaitant un « mur des femmes » dans tout l'Etat pour la protection des valeurs de la renaissance féminine. 
Selon Swami Agnivesh, maître spirituel hindou et président de l'Arya Samaj, les femmes hindoues qui manifestent par cette chaîne humaine record, affirment la lutte légitime contre d'idéologie patriarcale du nationalisme indien nommé hindutva (et fondé par l'idéologue athée Vinayak Damodar Savarkar).

#### Critique historique
Selon l'historien Rajan Gurukkal (en), l'argument de la « pollution » menstruelle (pour refuser l'entrée des femmes) n'est « ni un impératif rituel ni une justification scientifique ». Il note que le sanctuaire était à l'origine un lieu de culte pour une divinité tribale, Ayyanar des habitants de la forêt, avant de devenir un lieu de culte pour Ayyappan au XVe siècle : ces habitants considéraient la menstruation comme un symbole favorable de fertilité, et, jusqu'aux années 1960, ils se sont rendus au temple avec leurs femmes et leurs enfants de tous les âges. Gurukkal note également qu'il existe des preuves documentées de jeunes femmes indiennes non-tribales ayant pénétré dans le temple jusque dans les années 1980. L'interdiction du temple aux femmes pubères et non ménopausées est donc récente.